# Français en Chine
 (décembre 2017).
Le français en Chine a des aspects tant linguistiques que littéraires et culturels.

## Littérature
La tradition des échanges sino-francophones s'est enrichie du labeur des travailleurs de l'ombre que sont les traducteurs. Depuis Le Livre de Marco Polo, en passant par les Lettres édifiantes et curieuses des missionnaires jésuites, les voyageurs d'Europe et plus particulièrement de la France furent séduits par la langue, la culture et la civilisation chinoises. À leur tour, les érudits chinois se passionnent par les grands classiques de la culture et de la civilisation française et, aujourd'hui, grâce au dynamisme de leurs traducteurs, l'empreinte de l'universalisme des sentiments, des situations et des faits humains trouvent un écho en Orient.
Récemment, pour valoriser leur activité, le prix Fu Lei a été créé. Il est désormais nécessaire de mettre en exergue leur contribution.

### Traducteurs des classiques français en langue chinoise
| Période         | Traducteur               | Œuvre                         | Traduction     | Auteur                             |
| --------------- | ------------------------ | ----------------------------- | -------------- | ---------------------------------- |
| 16e-17e siècles |                          |                               |                |                                    |
| 18e siècle      |                          |                               |                |                                    |
| 19e siècle      | Xu Zhimo (1897-1931)     | Candide                       | 憨第德         | Voltaire, (1694-1778)              |
| 20e siècle      | Li Liewen (1904-1972)    |                               |                |                                    |
|                 | Dai Wang Shu (1905-1950) | Contes de ma mère L'Oye, 1697 | 鵝媽媽的故事   | Perrault, Charles (1628-1703)      |
|                 | Congu Wei (1905-1978)    | La Belle au Bois dormant      |                | Perrault, Charles (1628-1703)      |
|                 | Fu, lei (1908-1966)      | Eugénie Grandet               | 欧也妮・葛朗台 | Balzac, Honoré de (1799-1850)      |
| 21e siècle      |                          |                               |                |                                    |
|                 | Liang Shouqiang          | Le siècle de Louis XIV        | 路易十四時代   | Voltaire, (1694-1778)              |
|                 | Zhen Ke Lu (1939-        | Le deuxième sexe              | 第二性         | Beauvoir, Simone de (1908-1986)    |
|                 | Zhen Ke Lu (1939-        | Le comte de Monte-Cristo      | 基度山恩仇記   | Dumas, Alexandre (1802-1870)       |
|                 | Cao Dongxue              | De la démocratie en Amérique  | 论美国的民主   | Tocqueville, Alexis de (1805-1859) |